# Сердиван
Сердиван (тур. Serdivan) — район в провинции Сакарья (Турция), в настоящее время — часть города Адапазары.